# Гюрпънар (квартал на Истанбул)
„Гюрпънар“ (на турски: Gürpınar) е квартал на Истанбул, разположен в градска околия Бейликдюзю. Общата му площ е 2,5 км2. Според данни на Адресната система за регистриране на населението (ABPRS) към 2024 г. населението на „Гюрпънар“ е 20 753 жители.